# Umberto Pietrogrande
Umberto Pietrogrande (Pádua, 1º de abril de 1930 — Teresina, 5 de agosto de 2015) foi um pedagogo e sacerdote católico ítalo-brasileiro, idealizador das Escolas da Família Agrícola no Brasil.

## Biografia
Umberto Pietrogrande, filho do advogado Rinaldo Pietrogrande e de Elisa Romaro, nasceu em 1º de abril de 1930, na comuna de Pádua, na região do Vêneto, no norte da Itália. Em Pádua, entre os anos de 1935 e 1948, concluiu seus estudos primários e secundários.
Em 1953 concluiu o curso de Direito na Universidade de Pádua. Foi nomeado Procurador da República Italiana em 1955, função que exerceu até 1957, quando passou a dedicar-se exclusivamente à sua vocação religiosa.
Exerceu a função de presidente diocesano e regional da Juventude da Ação Católica na cidade de Pádua e na região do Vêneto. Ingressou no Noviciado da Companhia de Jesus, em Lonigo (Vicenza), em 1956. Na Pontifícia Faculdade de Filosofia Aloisianum de Gallarate fez o curso de filosofia e na Universidade de Parma concluiu o curso de pedagogia, ambos entre os anos de 1957 e 1961. 
Sentindo um chamado missionário, chega em 3 de fevereiro de 1962 a Salvador no Brasil. Entre os anos de 1962 a 1965, concluiu os créditos de teologia no Colégio Cristo Rei em São Leopoldo, no Rio Grande do Sul, sendo ordenado sacerdote em 7 de dezembro de 1964
Pietrogrande, já sacerdote ordenado, foi enviado, em 1965, a Anchieta para iniciar seu ministério. Teve, porém, que retornar a Florença, Itália, entre 1966 e 1967 para concluir sua terceira provação. 
Padre Pietrogrande retornou a Anchieta em 1968; nesta cidade, em 26 de abril de 1968, fundou o Movimento de Educação Promocional do Espírito Santo (MEPES), um marco da Pedagogia da Alternância. Da experiência do MEPES, funda em 1969 a primeira Escola da Família Agrícola no Brasil, que seria precursora de centenas de outras experiências ao redor do mundo. Exerceu o ministério sacerdotal como cooperador e pároco de Anchieta e Alfredo Chaves.
Após dezoito anos de trabalhos no estado do Espírito Santo, em 1985, Padre Pietrogrande foi nomeado diretor da Escola Agrícola Santo Afonso Rodrigues e pároco da Paróquia do Divino Espírito Santo no Socopo, em Teresina. Por ocasião da sua ida para o Piauí, deixou a presidência do MEPES, passou a ser o presidente de honra e continuou a ser membro da Junta Diretora.
Em 12 de outubro de 1989 funda a Fundação Padre Antônio Dante Civieiro (FUNACI), em Teresina, dedicada às obras de caridade, assistência educacional e de saúde e apoio ao pequeno produtor rural e à sua família. A FUNACI, durante sua gestão, construiu cinco Escolas da Família e um Centro Carlos Novarese (para cursos profissionalizantes), o Hospital São Carlos Borromeo (no bairro da Pedra Mole, em Teresina), 13 creches e um Posto de Saúde, além de diversas congregações.

## Morte
Morreu em 5 de agosto de 2015, em Teresina, aos 85 anos, vítima de um acidente vascular cerebral, depois de meses internado no Hospital São Carlos Borromeu.
Os governadores Wellington Dias (PI) e Paulo Hartung (ES) decretaram três dias de luto oficial pela morte de Pietrogrande.